# Scolichthys greenwayi
Scolichthys greenwayi är en fiskart som beskrevs av Rosen, 1967. Scolichthys greenwayi ingår i släktet Scolichthys och familjen Poeciliidae. Inga underarter finns listade i Catalogue of Life.